# شركة مولتن

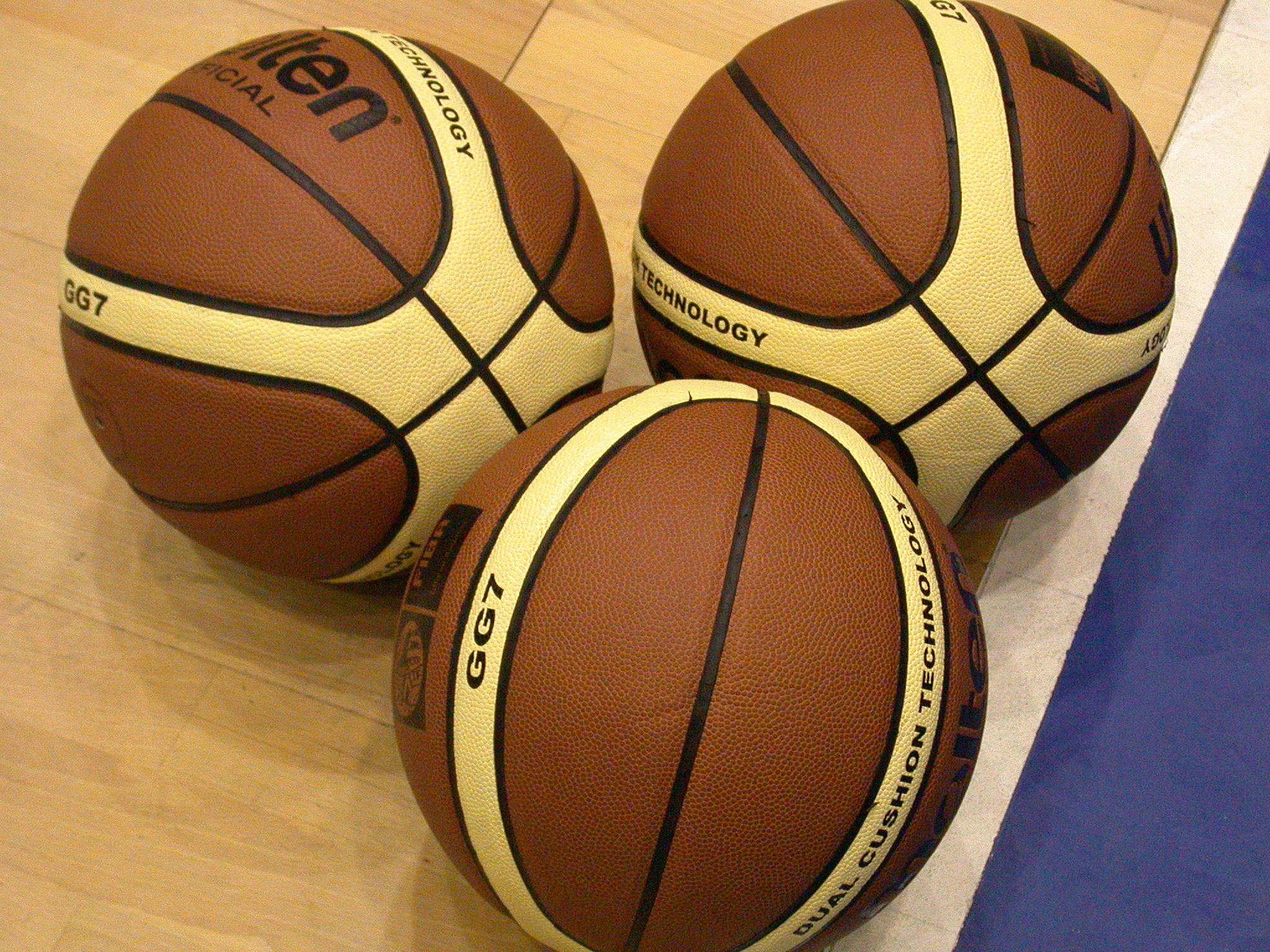
كرات كرة السلة FIBA الرسمية من قبل Molten

```
شركة مولتن
 
(
Kabushiki-gaisha Moruten
)
 هي شركة 
للمعدات الرياضية
 ومقرها في 
هيروشيما
، 
اليابان
. 
```

غالبًا ما تستخدم كرات القدم وكرات السلة والكرات الطائرة وكرات اليد في المباريات الرسمية والألعاب والمسابقات . والجدير بالذكر أن كرات السلة من نوع (مولتن) هي الكرات الرسمية لجميع مسابقات FIBA في جميع أنحاء العالم، والعديد من البطولات المحلية خارج أمريكا الشمالية. خلال موسم 2006-2007 ، قدمت الكرات لنخبة Euroleague النخبة في جميع أنحاء أوروبا ، ولكن الهيئة المنظمة للدوري، Euroleague Basketball (شركة) ، تحولت إلى Nike كمورد لكرة السلة.  مولتن هو أيضا المنتج الرسمي للكرة الطائرة في الولايات المتحدة الأمريكية للكرة الطائرة وبطولة NCAA. منذ عام 2012 ، عملت الشركة حتى في كرة القدم الأوروبية لتزويدها بالإشكرت في الدوري الأرميني الممتاز ، وهي أول خطوة رسمية في كرة القدم.

## الاتحاد الآسيوي
ابتداءً من عام 2019 ، سيقدم مولتين كرة رسمية لجميع مباريات المنظمة لدى الاتحاد الآسيوي لكرة القدم ، بما في ذلك كأس آسيا 2019 . تم تصميم Molten Acentec خصيصًا لكأس آسيا، استنادًا إلى Vantaggio 5000.  بالاستثناء دوري أبطال آسيا ، حيث سيوفر Molten بلات مباراة أديداس (Molten هي الشركة المصنعة والموزعة الرسمية لكرات أديداس في اليابان). 

## دوري أوروبا

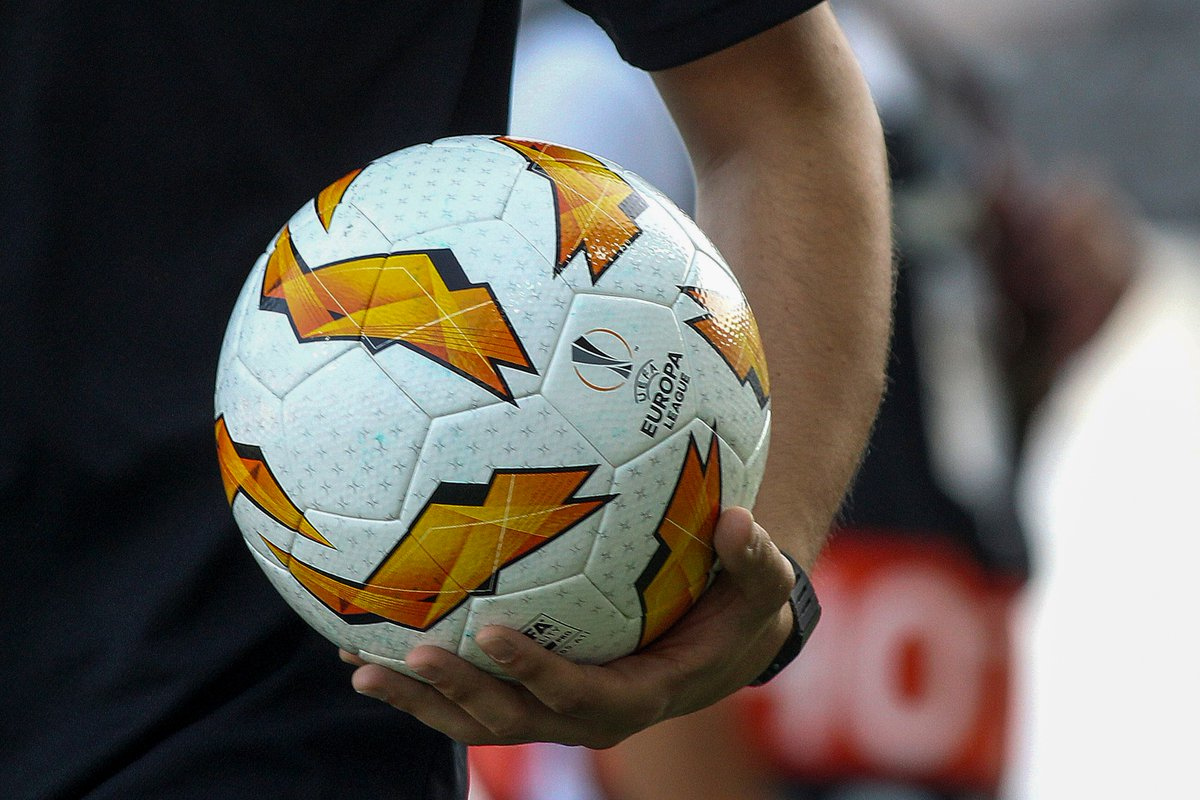
كرة مباراة كرة دوري الاتحاد الاوروبي لكرة القدم

ابتداءً من موسم 2018-2019 ، سيقدم مولتين كرة رسمية من دوري أوروبا UEFA ليحل محل أديداس. كرة المباراة الرسمية غير المسماة من البطولة مستمدة أيضًا من Vantaggio 5000 ، مع تصميم مخصص.